# Метичара — звір морський
«Метичара — звір морський» — радянський художній фільм 1988 року, знятий режисерами Нінель Ненова-Цулаєю і Гено Цулаєю на кіностудії «Грузія-фільм».

## Сюжет
Одинадцятирічна Нініко живе з матір'ю та вітчимом в окремому добротному будинку. До школи її часто підвозять на «Волзі». Якось дівчинці дозволяють відвідати батька, який мешкає на березі моря. Він тулиться в перенаселеному будинку, де всі дбайливі та уважні один до одного. У батька є друг — розумна та пустотлива дельфіниха Метичара.

## У ролях
- Ніно Сургуладзе — Нініко
- Темур Нацвлішвілі — Робінзон, батько, фотограф
- Нато Цулая — Лія, мати
- Шота Крістесашвілі — Алексі, вітчим
- Паліко Нозадзе — Геронтій, директор дельфінарію
- Гізо Сіхарулідзе — Парнаоз, фотограф
- Тамара Схіртладзе — Маро
- Ніно Хомасурідзе — Лізіко, дресирувальник дельфінів
- Зураб Бегалішвілі — фотограф, кооператив із дельфіном
- Коте Бурджанадзе — роль другого плану
- Олександр Гегечкорі — роль другого плану
- Бадрі Какабадзе — член кооперативу з дельфіном
- Тетяна Лаврентьєва — член кооперативу з дельфіном
- Бесо Мегрелішвілі — роль другого плану
- Абрек Пхаладзе — сусід
- Р. Інадзе — епізод
- Нана Квачантірадзе — епізод
- А. Курян — епізод
- Л. Нікольська — епізод
- І. Шавгулідзе — епізод

## Знімальна група
- Режисери — Нінель Ненова-Цулая, Гено Цулая
- Сценаристи — Анатолій Галієв, Едуард Тропінін
- Оператор — Ігор Крепс
- Композитор — Йосип Барданашвілі
- Художник — Наум Фурман